# Вашуленко Ганна Володимирівна
Ганна Володимирівна Вашуленко (нар. 1949, село Жовтневе, тепер Дмитрівка Бородянського району Київської області) — українська радянська діячка, новатор сільськогосподарського виробництва, зоотехнік колгоспу «Комінтерн» Бородянського району Київської області. Депутат Верховної Ради УРСР 8-го скликання.

## Біографія
Народилася в селянській родині.
Закінчила сільськогосподарський технікум. Член ВЛКСМ.
З 1960-х років — зоотехнік колгоспу «Комінтерн» села Жовтневе (Дмитрівка) Бородянського району Київської області.

## Нагороди
- ордени
- медалі